# GR-pad

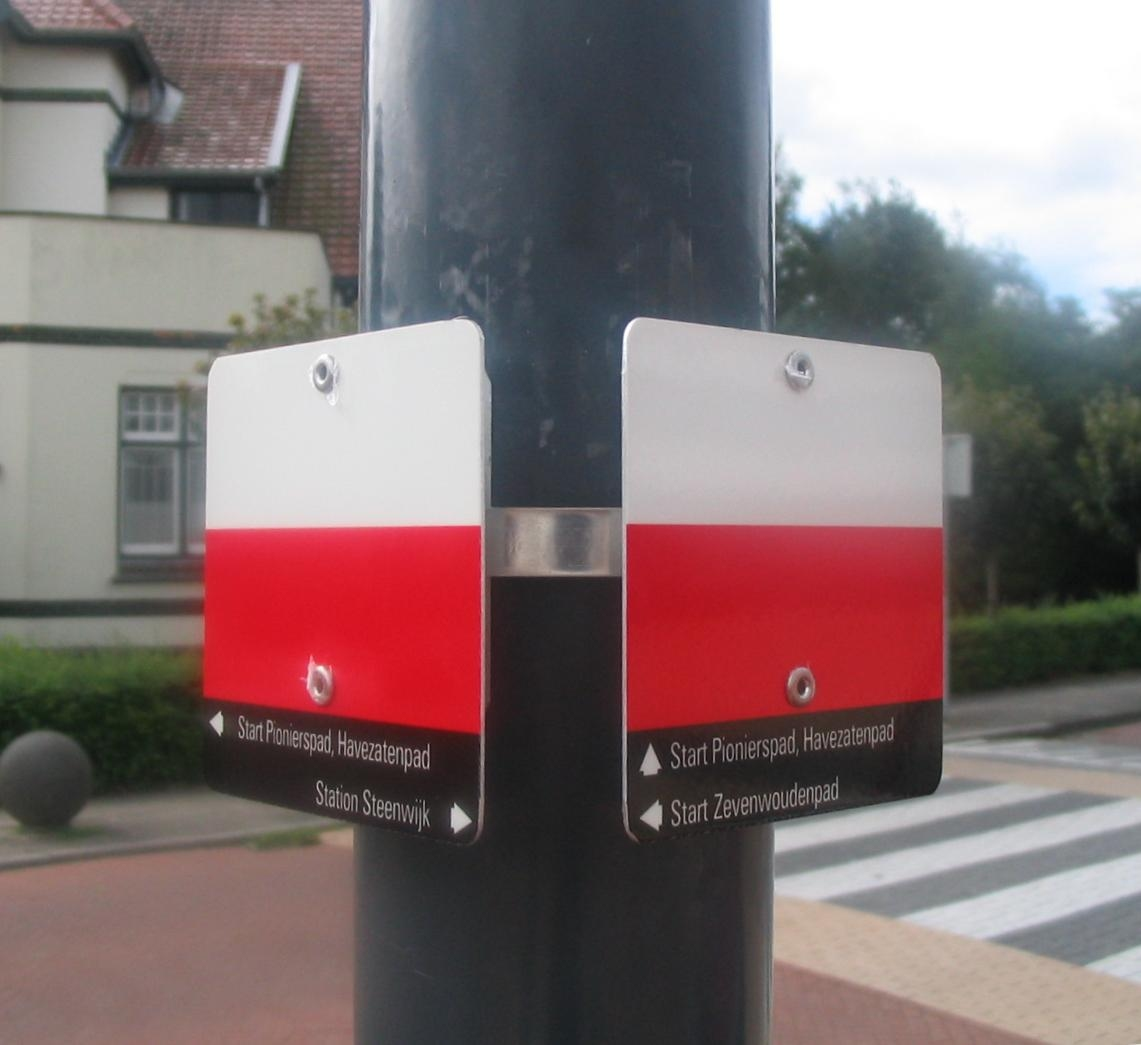
Basismarkering op splitsingsbordjes

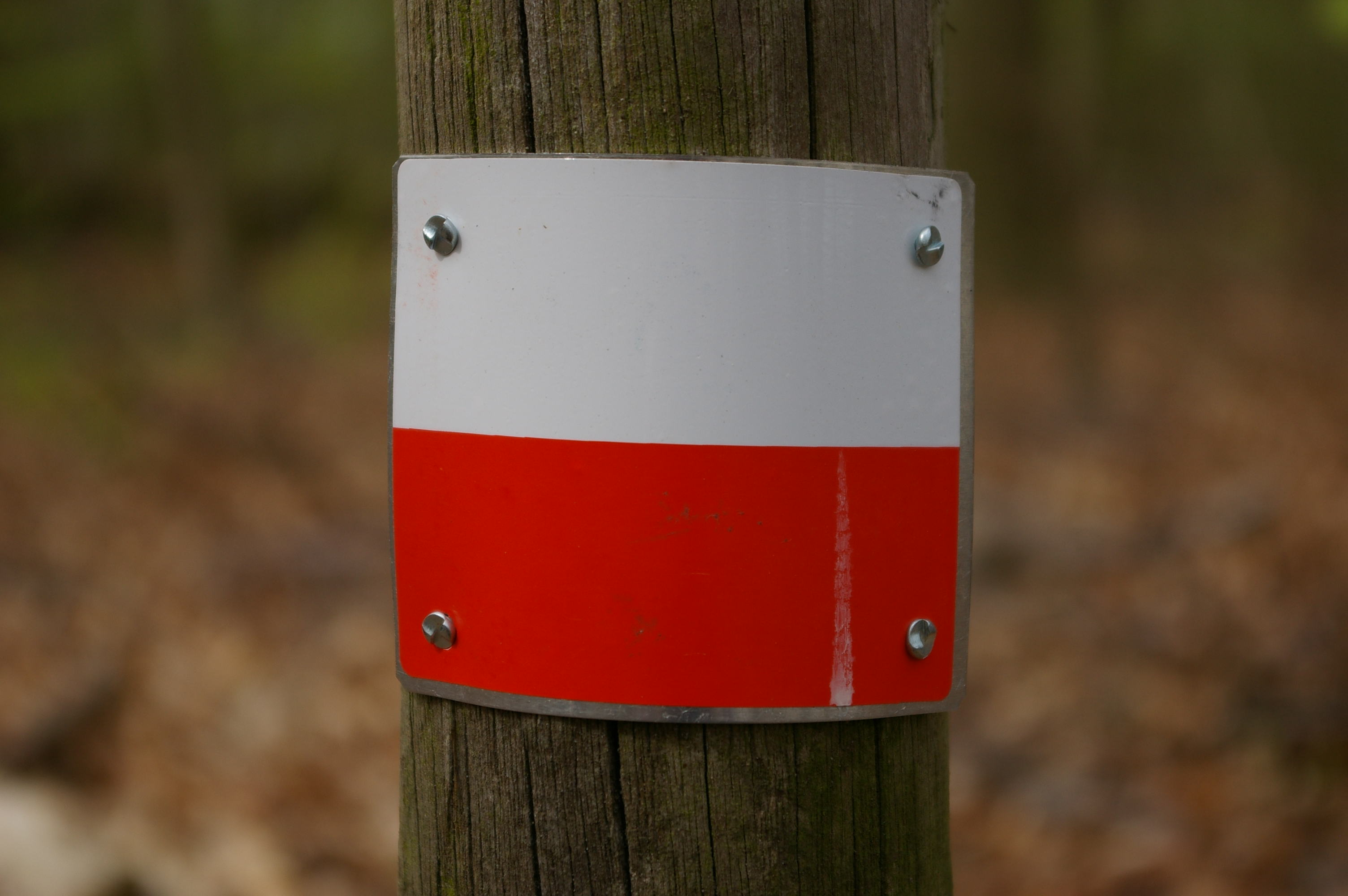
Basismarkering in het veld

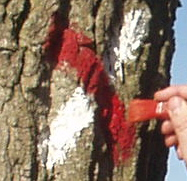
Markering onjuiste richting (kruismarkering)

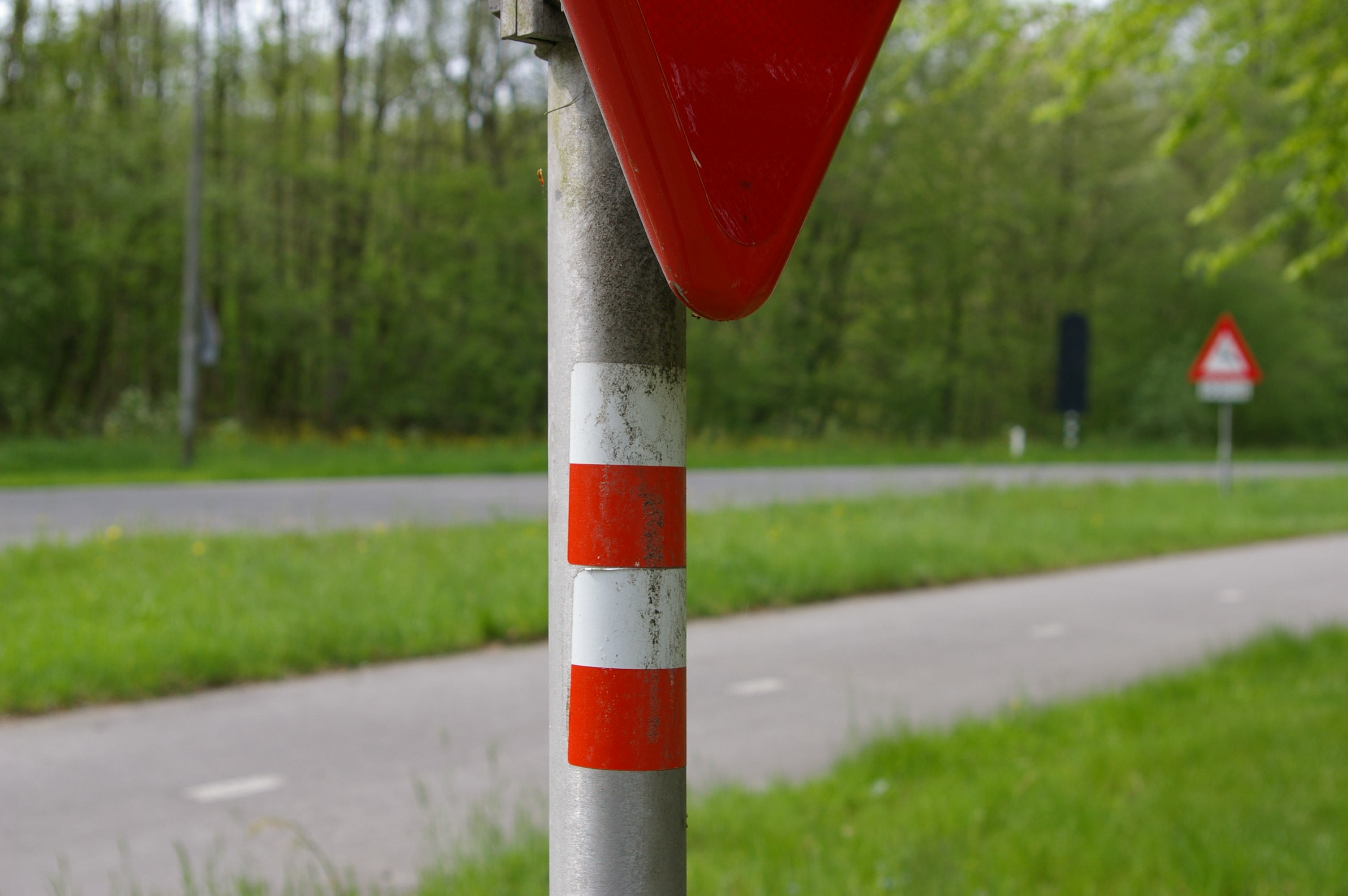
Aanduiding richtingverandering (wordt in Nederland vervangen door pijlvormige tekens, komt nog hier en daar voor)

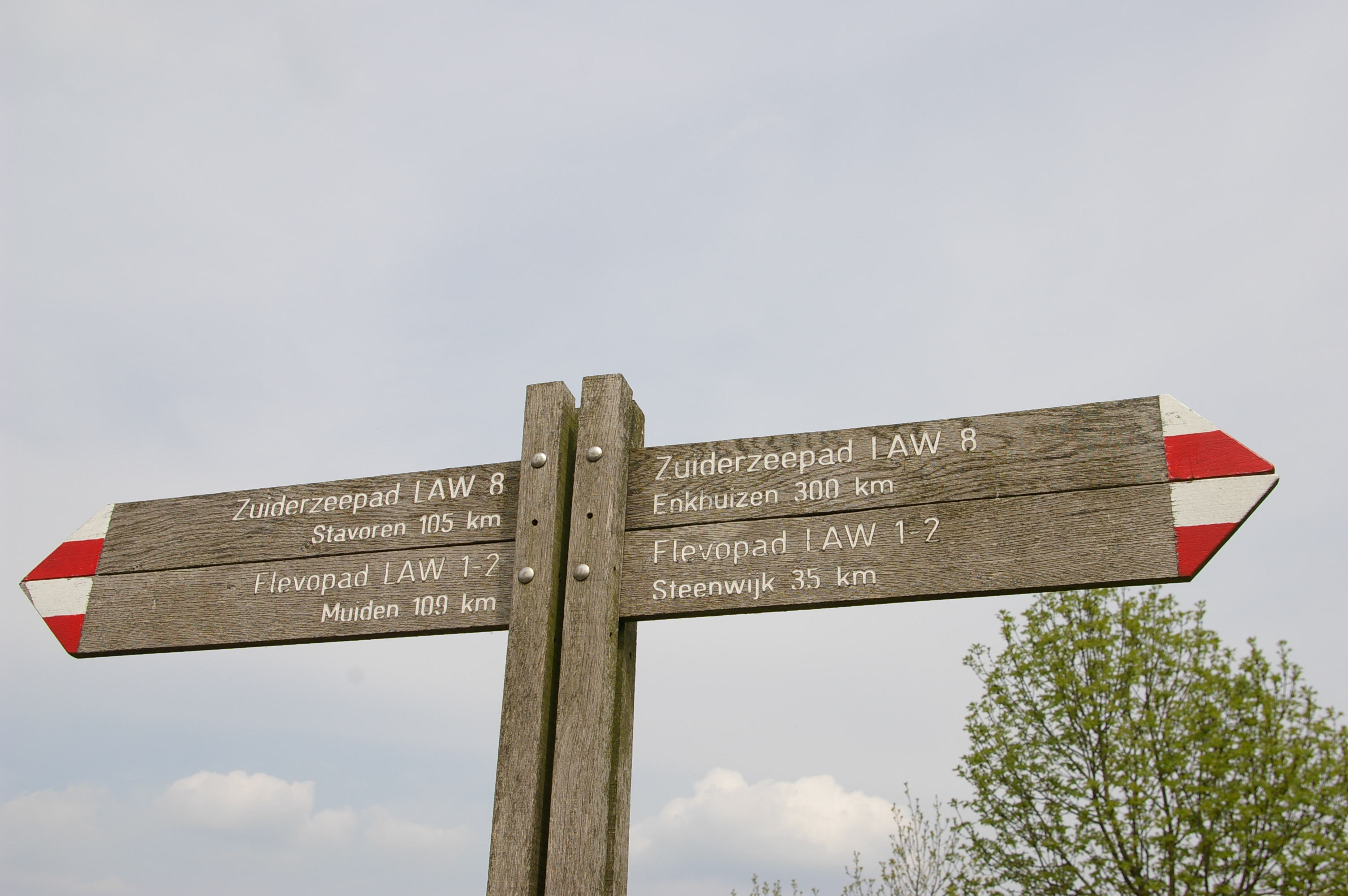
Wegwijzer bij kruisende LAW's

Overzicht van de Nederlandse LAW's

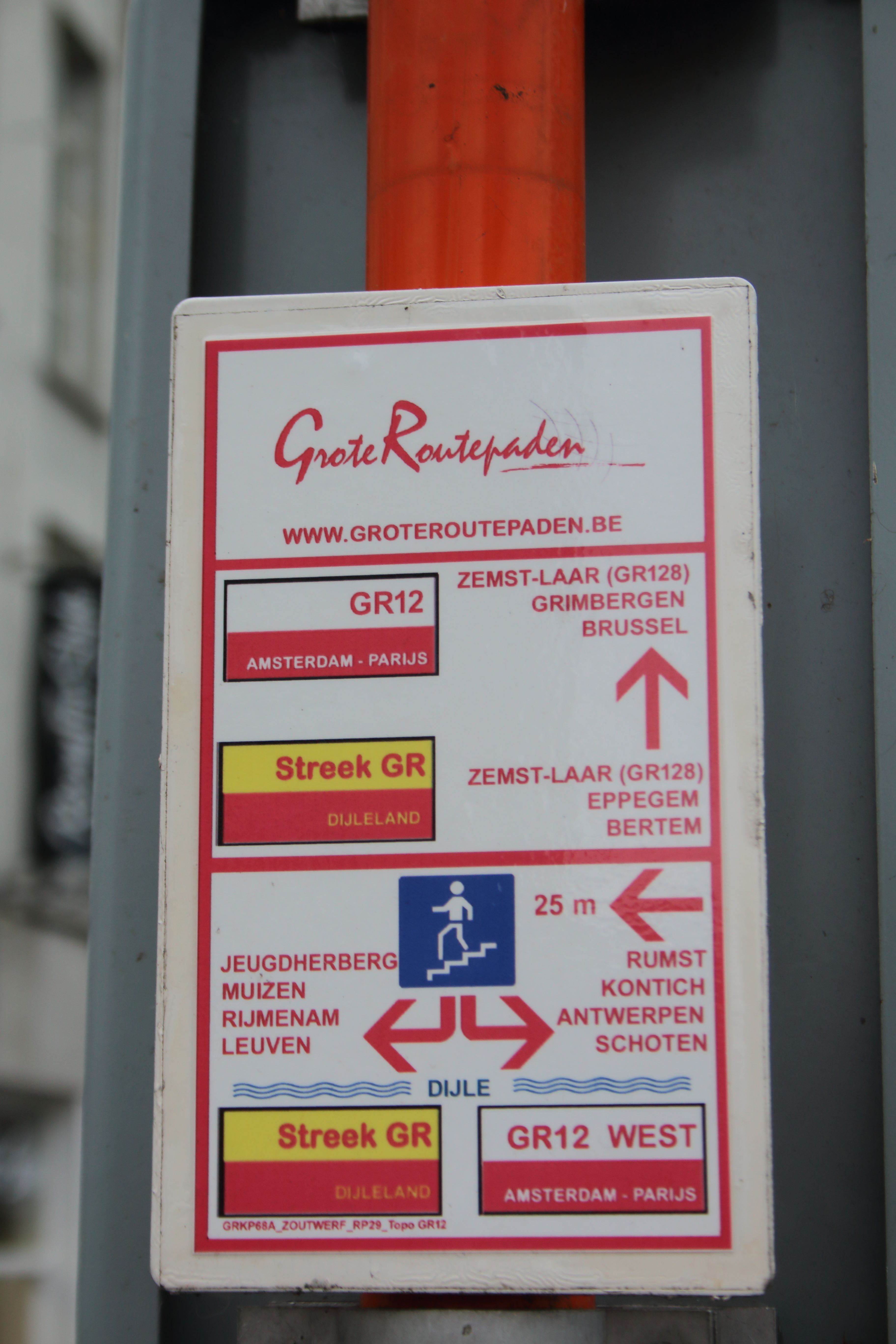
GR-wegwijzer in Mechelen

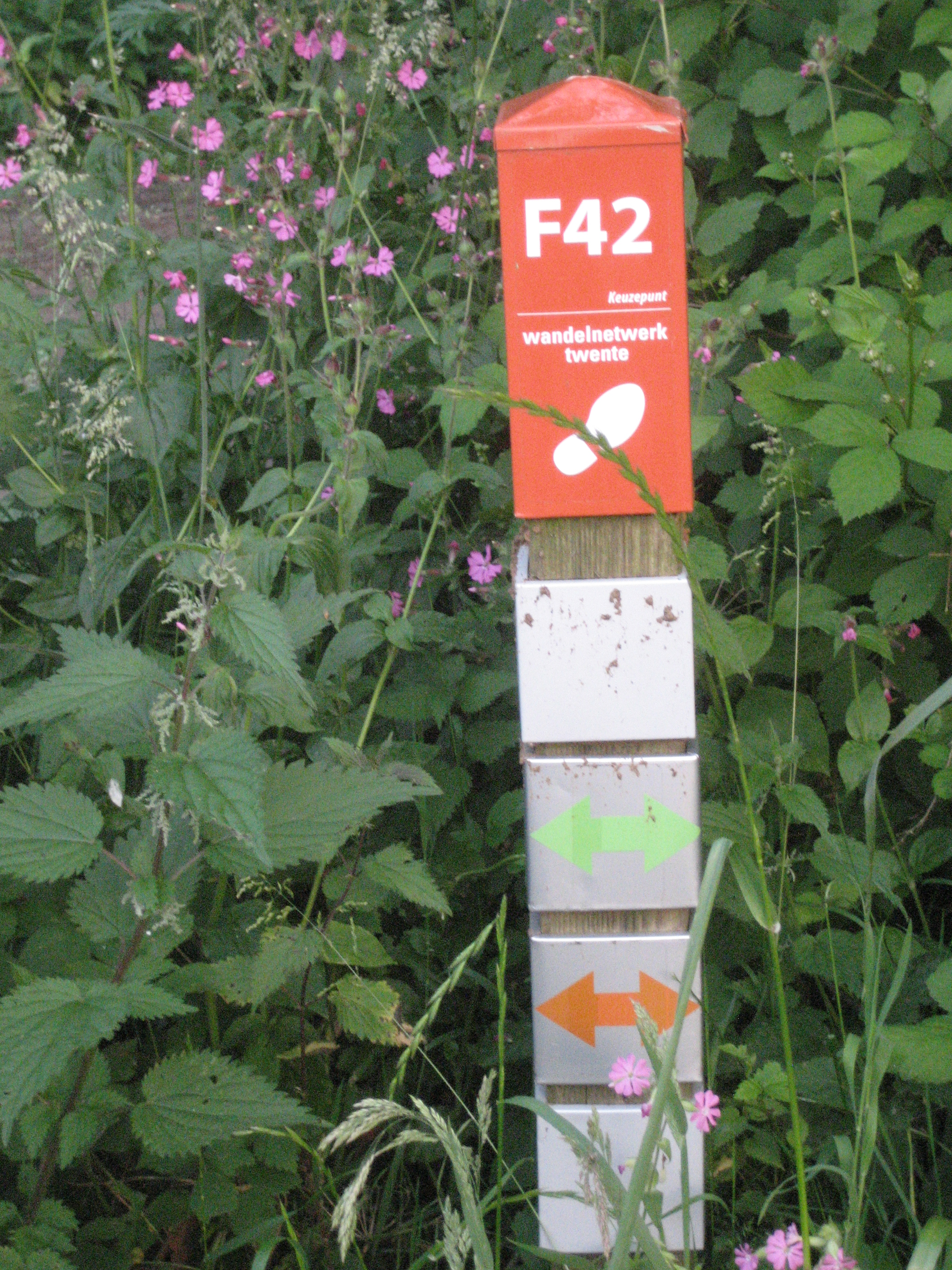
Markeringspaaltje van Wandelnetwerk: de onderste markering (hier overigens niet van een GR-pad) is in het hoge onkruid niet eenvoudig meer te zien

De GR-paden vormen een netwerk van langeafstandswandelpaden door Europa, voornamelijk in Frankrijk, België, Nederland, Groot-Brittannië, Duitsland, Spanje en Portugal. GR zijn de initialen van de routepaden Grande Randonnée in Frankrijk en Wallonië, en Groteroutepaden in Vlaanderen (en Gran Recorrido in Spanje en Grande Rota in Portugal). In 1947 nam de Fransman Jean Loiseau het initiatief voor het eerste GR-pad, en hij bedacht ook de rood-witte markeringen. In Nederland is de term LAW (van langeafstandswandelpad) gebruikelijk voor de GR-paden.

## Wegmarkering
De GR-paden (en in Nederland de LAW's) zijn in beide richtingen met een wit-rood teken gemarkeerd met stickers, aangebracht op wegmeubilair, of met verf en in wandelgidsen beschreven. Ook zijn markeringen van GR-paden aangebracht op markeringspaaltjes van een wandelnetwerk. Deze paaltjes bevatten vaak meerdere markeringen, waarbij de markeringen van het GR-pad onderaan zijn geplaatst. Bij hoog opgeschoten gras of onkruid kunnen de onderste markeringen moeilijk zichtbaar zijn. Tevens zijn op de website van Wandelnet kaarten beschikbaar waarop de route van Nederlandse LAW's en Streekpaden, zowel voor de gehele route als per deeltraject, is ingetekend. Het is aan te raden om naast de markeringen in het veld gebruik te maken van zo'n gids: de markeringstekens zijn meestal niet vaker aangebracht dan nodig en plegen nog al eens te verdwijnen. In Nederland is deze markering beschermd volgens het merkenrecht.
Het basisteken geeft de route aan, en wordt na verloop van tijd herhaald (hetgeen opgevat kan worden als "u bevindt zich nog steeds op de route"). Een richtingverandering wordt in Nederland aangegeven door een pijl; een dubbel teken (twee rood-witte tekens boven elkaar) vormt een aankondiging van een richtingverandering. Enige tijd na die richtingverandering pleegt de wandelaar dan een basisteken aan te treffen. Het dubbele teken wordt in Nederland niet meer toegepast (het wordt "uitgefaseerd"), doch is nog regelmatig te vinden. Bij Nederlandse streekpaden, Vlaamse Streek-GR's en Waalse GR de Pays (GRP) wordt dezelfde wijze van markering als voor de GR-paden gehanteerd, doch met geel-rode kleuren.
In Duitsland zijn de GR-paden aangegeven met een witte X (Andreaskruis) en een volgnummer op een zwarte ondergrond, bijvoorbeeld "X13"; een aantal paden (zoals de Rheinsteig en de Moselsteig hebben een eigen symbool. In Engeland en Wales worden de paden aangegeven als National Trail met eikeltje als symbool; in Schotland als Great Trail met een distel. De Europese paden hebben naast de nationale aanduiding een E-nummer, bijvoorbeeld E11. Dit nummer wordt "in het veld" echter meestal niet vermeld.

## "Klassieke" markeringen

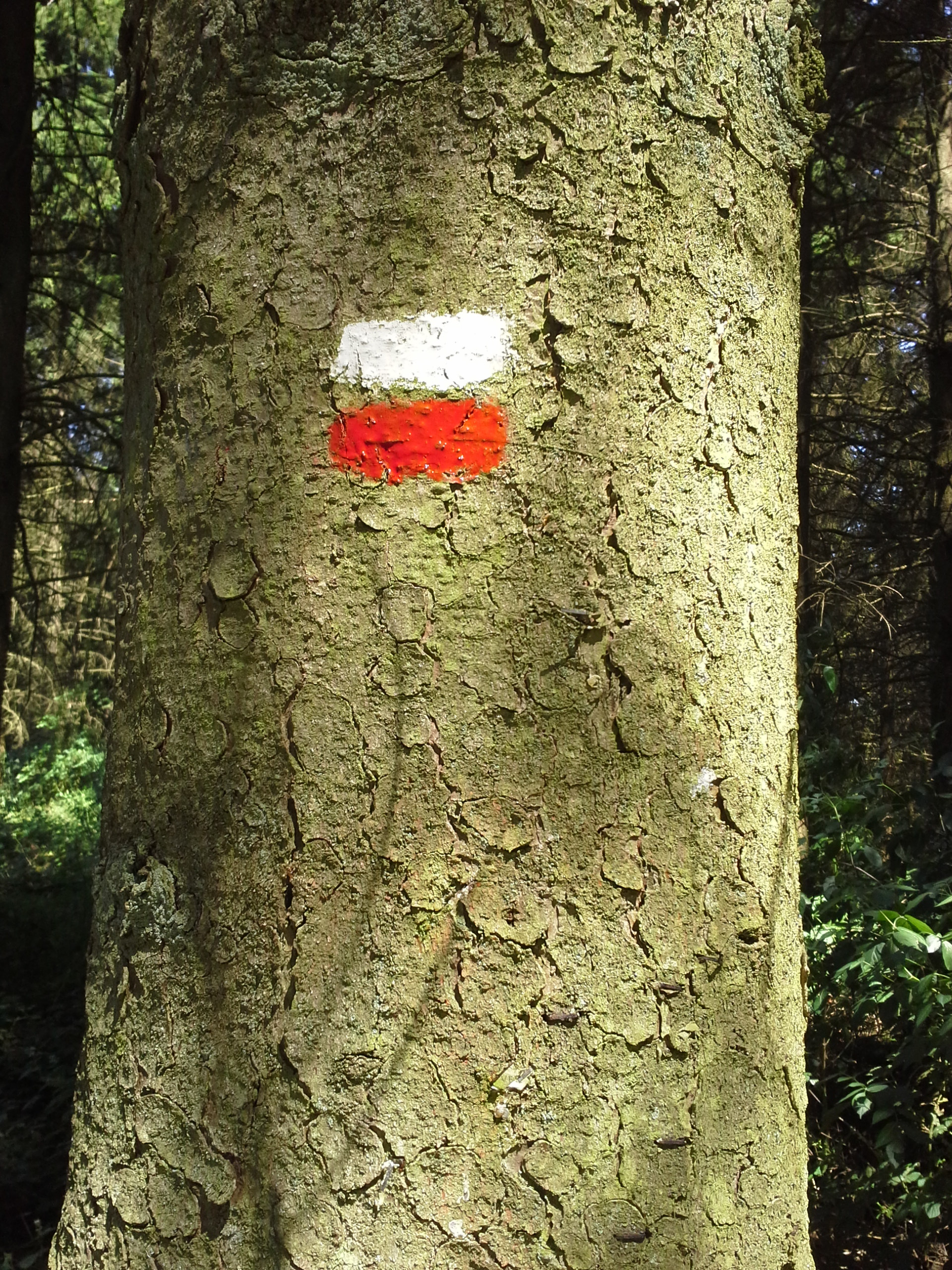
Wegmarkering
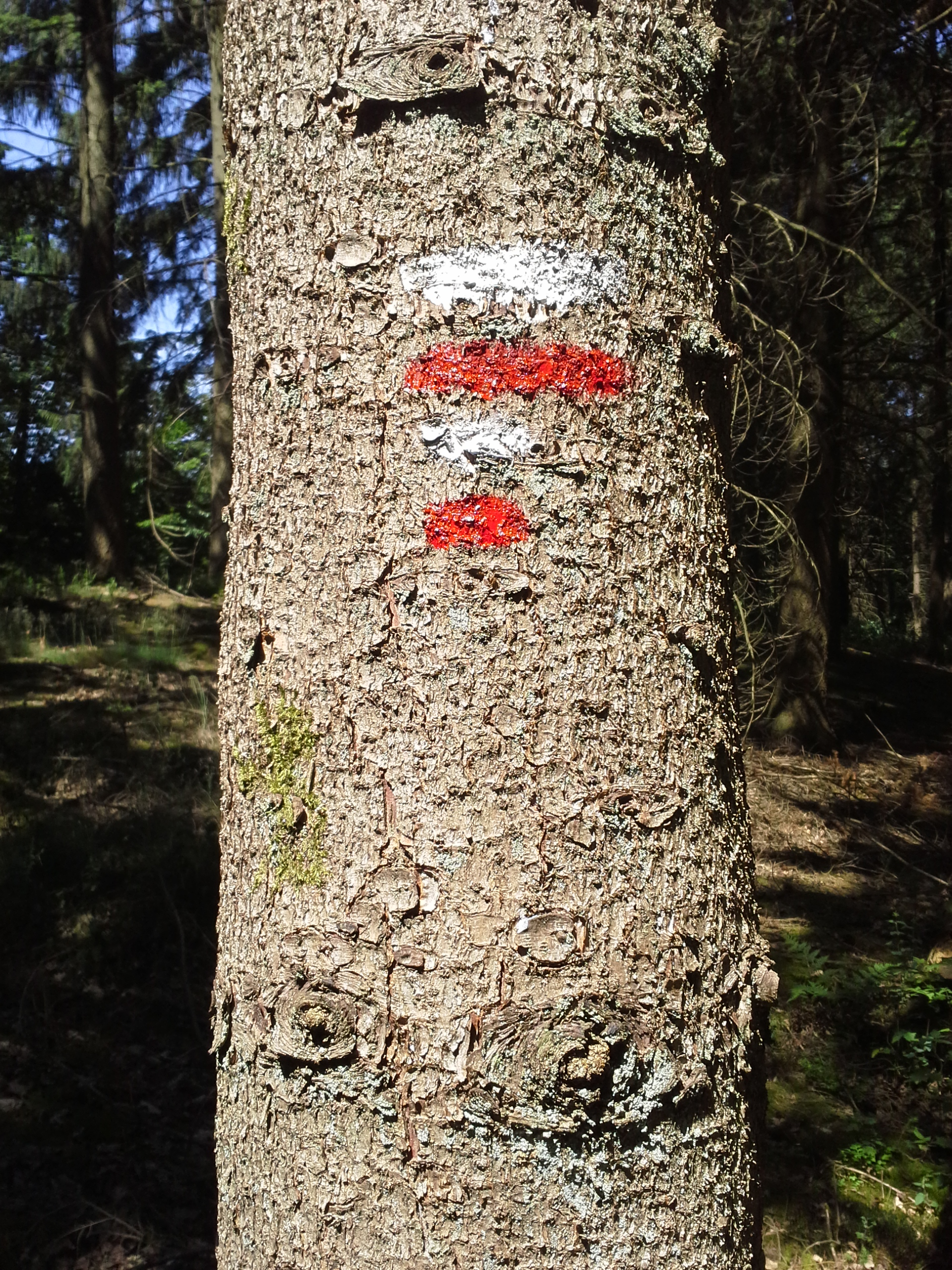
Richtingverandering
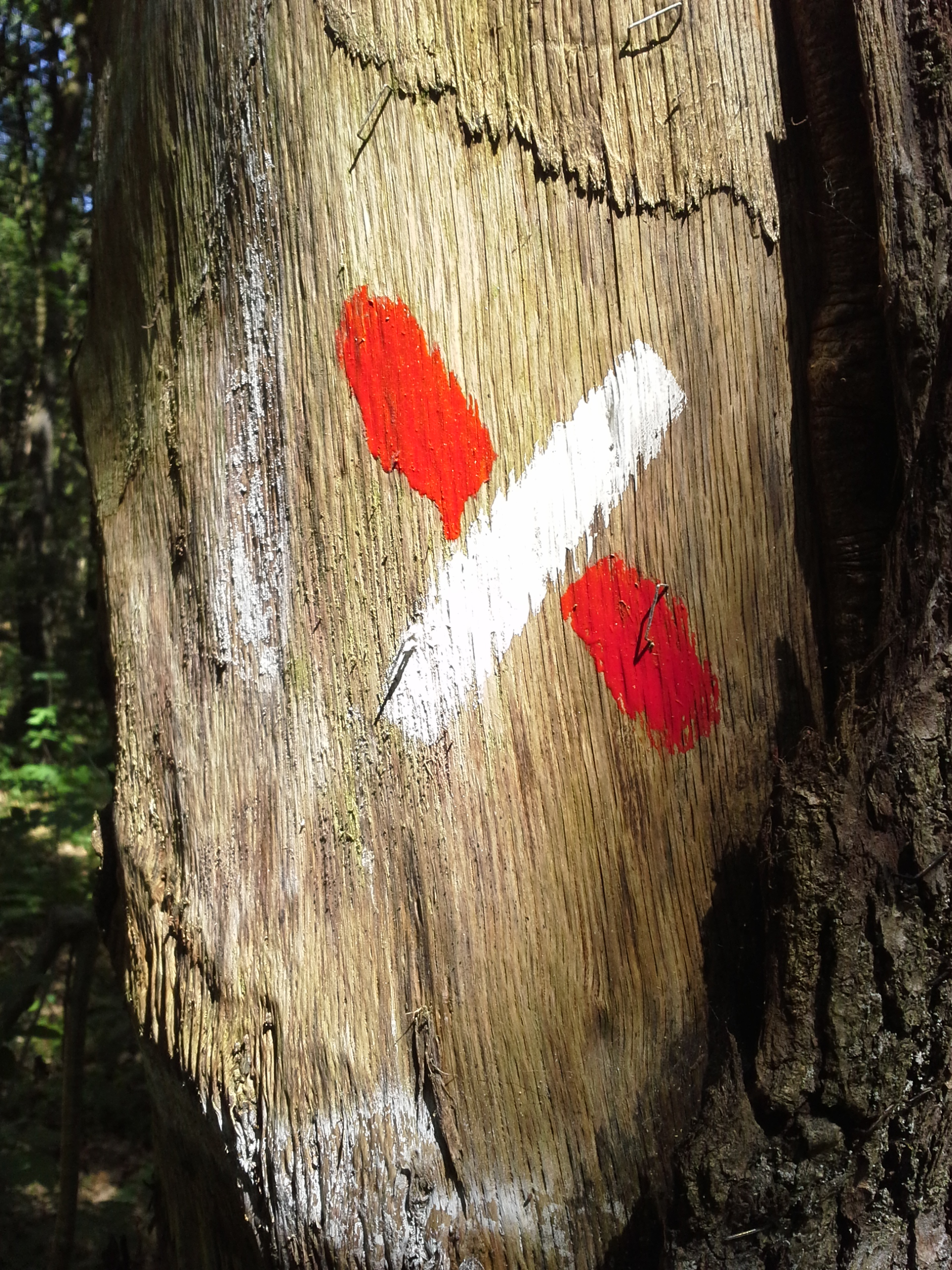
Verkeerde richting

## Nederland
Bij Nederlandse langeafstandswandelpaden en streekpaden blijkt de route met een zekere regelmaat gewijzigd te (moeten) worden, bijvoorbeeld als gevolg van de aanleg van (snel-)wegen, het opheffen van overwegen of het "oprukken" van bebouwing. In verband hiermee zijn op de website van Wandelnet per wandelroute lijsten van wijzigingen beschikbaar. Deze geven de meest actuele situatie weer. Een Nederlandse LAW pleegt na verloop van enkele jaren in meer of mindere mate ingrijpend te worden herzien, waarbij de route soms aanmerkelijk gewijzigd wordt.

### Beperkte toegankelijkheid van delen van routes
Op een aantal routes is sprake van beperkte toegankelijkheid. Dit kan betrekking hebben op honden: deze zijn dan niet toegestaan vanwege begrazing door met name schapen. Gedurende het broedseizoen kunnen trajecten verboden zijn. Het broedseizoen loopt in het algemeen van medio maart tot medio juli, maar uitzonderingen zijn mogelijk. Ook kan een traject op zondag verboden zijn vanwege de zondagsrust. In deze gevallen is in het gidsje van de desbetreffende route een omleiding aangegeven.

## Andere landen
In Engeland en Wales heten de paden "National Trails". In Schotland heten de paden "Long Distance Routes". In Frankrijk en Wallonië noemt men ze Grande Randonnée, in Vlaanderen Groteroutepaden, in Nederland Lange-Afstand-Wandelpaden (of LAW's), in het Spaans Gran Recorrido en in het Catalaans Gran Recorregut.
De Europese paden maken gebruik van de nationale paden.
Een voorbeeld van een langeafstandswandelpad in de Verenigde Staten is de 3500 km lange Appalachian Trail, die zich uitstrekt van Georgia tot Maine.